# قله سومانتری
قله سومانتری (همچنین با نگارش سومانتری یا سومانتری برودیونگورو نیز شناخته می‌شود)، قله‌ای است که در بخش غربی رشته‌کوه سودیرمن در پاپوآی مرکزی واقع شده است. ارتفاع این کوه به ۴۸۷۰ متر می‌رسد.
قله سومانتری، تقریباً ۲ کیلومتری شمال شرقی هرم کارستنس با ارتفاع ۴۸۸۴ متر، بلندترین کوه اقیانوسیه، قرار گرفته است. در بخش شمالی این قله، صخره‌های عظیمی وجود دارند که بخشی از نوردواند (دیوار شمالی) کارستنس مسیف را تشکیل می‌دهند؛ این صخره‌ها تا دامنه‌های شرقی و غربی کوه امتداد می‌یابند. بقایای یخچال نورث‌وال فرن که پیش‌تر وسعتی عظیم و گسترده داشت (و اکنون به بخش‌های شرقی و غربی تقسیم شده است) به دامنه‌های جنوبی قله چسبیده‌اند. 

## نام
پیش از سال ۱۹۷۳، این قله به نام قله شمال غربی نگا پولو شناخته می‌شد. در سال ۱۹۳۶، هیئت اعزامی کارستنس این قله را «قله دوم دیوار شمالی» نام‌گذاری کرد. هاینریش هارر در نقشه‌ای که در سال ۱۹۶۲ تهیه کرد این قله را «نگا پولو» نامید، در حالی که قله جنوب شرقی نگا پولو را «قله یکشنبه» نام‌گذاری کرده بود. دیک ایشروود، که در سال ۱۹۷۲ هر دو قله را صعود کرد، از همین نام‌ها استفاده کرد و نگا پولو را برای قله‌ای که اکنون سومانتری نام دارد و قله یکشنبه را برای قله‌ای که امروزه نگا پولو شناخته می‌شود، به کار برد.
دولت اندونزی در سال ۱۹۷۳ و پس از درگذشت پروفسور سومانتری برودیونگورو، وزیر انرژی و منابع معدنی جمهوری اندونزی، قله شمال غربی را به نام او نام‌گذاری کرد.

## تاریخچه صعود
قله جنوب شرقی نگا پولو، که در آن زمان ارتفاع بیشتری داشت، برای اولین بار توسط یک هیئت اعزامی هلندی در سال ۱۹۳۶، شامل آنتون کولین، ژان ژاک دوزی و فریتس ویسل، صعود شد. قله شمال غربی نیز برای اولین بار در فوریه ۱۹۶۲ توسط هاینریش هارر، فیلیپ تمپل، راسل کیپکس و برت هایزنکا پس از صعود به هرم کارستنس، فتح شد.
صخره ۶۰۰ متری دیواره شمالی نیز در ۲۷ سپتامبر ۱۹۷۱، توسط رینهولد مسنر در یک تلاش انفرادی صعود شد؛ این در حالی بود که او اوایل همان هفته، با همیاری سرجیو بیگارلا دومین صعود به هرم کارستنس را انجام داده بود. یک سال بعد، لئو موری، جک بینز و دیک ایشروود هر دو قله نگا پولو را صعود کردند و میخ‌کوبی مسنر بر فراز دیواره شمالی آنچه که آن‌ها نگاپولو (که امروزه سومانتری نامیده می‌شود) نامیده بودند، یافتند.

## زمین‌شناسی و یخچال‌ها
کوه‌های پاپوآی مرکزی به‌دلیل برخورد صفحات استرالیا و اقیانوس آرام تشکیل شده‌اند، که این برخورد هم باعث فرورانش و هم باعث بالا آمدن سطح زمین شده است. سنگ‌های سطحی قله‌های این رشته‌کوه از جنس سنگ‌آهک هستند؛ از این‌رو، با وجود اینکه بلوک قله بسیار ترسناک به نظر می‌رسد، در واقعیت یک صعود نسبتاً آسان است.
به دلیل ذوب شدن یخچال نورث‌وال فرن از قله جنوب شرقی نگا پولو، اکنون این قله مرتفع‌ترین نقطه در خط‌الراس شمالی هرم کارستنس به‌شمار می‌رود. علاوه بر این، به‌دلیل ناپدید شدن کامل یخچال مرن، ارتفاع توپوگرافیک آن از حدود ۲۰۰ متر به حدود ۳۵۰ متر افزایش یافته است. سومانتری می‌تواند به‌عنوان دومین کوه مستقل مرتفع اقیانوسیه در نظر گرفته شود و در فهرست‌هایی از هفت قله دوم جای دارد.